# Campionat del Món de motociclisme de 1998
La temporada de 1998 del Campionat del món de motociclisme fou la 50a edició d'aquest campionat, organitzat per la FIM. Mick Doohan i Honda van continuar dominant la categoria dels 500cc; l'australià hi va aconseguir vuit victòries i Honda en va guanyar totes les curses menys una. L'altra victòria la va aconseguir Yamaha amb Simon Crafar al Gran Premi de Gran Bretanya. Després de deixar-se sorprendre pel debutant de la categoria Max Biaggi a la primera ronda, el Gran Premi del Japó, Doohan va tornar a dominar i va aconseguir el seu cinquè campionat mundial consecutiu, acabant la temporada amb quatre victòries seguides.
Als 250cc s'hi va viure un final controvertit. Els companys d'equip d'Aprilia Tetsuya Harada i Loris Capirossi van arribar a la cursa final, el Gran Premi de l'Argentina, amb opcions de guanyar el títol (Capirossi duia 4 punts d'avantatge sobre Harada). A falta d'un revolt per al final, Harada anava segon i Capirossi tercer, cosa que hauria donat a Harada el campionat. En entrar al revolt final, la seva moto va ser envestida per darrere per la de Capirossi i tots dos van sortir de la pista. Valentino Rossi va aconseguir la victòria i Capirossi, refet de la caiguda, va acabar segon i es proclamà campió. Posteriorment, Aprilia li va rescindir el contracte arran de la seva actuació.
Kazuto Sakata va guanyar el seu segon títol de 125cc amb l'Aprilia després d'un renyit duel amb Tomomi Manako i Marco Melandri.

## Campions del món
Pilots
| 125cc         | 250cc           | 500cc       |
| ------------- | --------------- | ----------- |
| Kazuto Sakata | Loris Capirossi | Mick Doohan |

Constructors
| 125cc | 250cc   | 500cc |
| ----- | ------- | ----- |
| Honda | Aprilia | Honda |

## Grans Premis

### Sistema de puntuació
Barem de puntuació de 1993 ençà:
| Posició | 1  | 2  | 3  | 4  | 5  | 6  | 7 | 8 | 9 | 10 | 11 | 12 | 13 | 14 | 15 |
| Punts   | 25 | 20 | 16 | 13 | 11 | 10 | 9 | 8 | 7 | 6  | 5  | 4  | 3  | 2  | 1  |

### Calendari
| Cursa | Data           | Gran Premi                       | Circuit        |
| ----- | -------------- | -------------------------------- | -------------- |
| 1     | 5 d'abril      | Gran Premi del Japó              | Suzuka         |
| 2     | 19 d'abril     | Gran Premi de Malàisia           | Johor          |
| 3     | 3 de maig      | Gran Premi d'Espanya             | Jerez          |
| 4     | 17 de maig     | Gran Premi d'Itàlia              | Mugello        |
| 5     | 31 de maig     | Gran Premi de França             | Paul Ricard    |
| 6     | 14 de juny     | Gran Premi de Madrid             | Jarama         |
| 7     | 27 de juny ††  | Dutch TT                         | Assen          |
| 8     | 5 de juliol    | Gran Premi de Gran Bretanya      | Donington Park |
| 9     | 19 de juliol   | Gran Premi d'Alemanya            | Sachsenring    |
| 10    | 23 d'agost     | Gran Premi de la República Txeca | Brno           |
| 11    | 6 de setembre  | Gran Premi d'Imola               | Imola          |
| 12    | 20 de setembre | Gran Premi de Catalunya          | Catalunya      |
| 13    | 4 d'octubre    | Gran Premi d'Austràlia           | Phillip Island |
| 14    | 25 d'octubre   | Gran Premi de l'Argentina        | Buenos Aires   |

†† = Cursa en dissabte

### Guanyadors
| Cursa | Gran Premi                       | 125cc             | 250cc             | 500cc         | Resultats |
| ----- | -------------------------------- | ----------------- | ----------------- | ------------- | --------- |
| 1     | Gran Premi del Japó              | Kazuto Sakata     | Dajiro Kato       | Max Biaggi    | Resultat  |
| 2     | Gran Premi de Malàisia           | Noboru Ueda       | Tetsuya Harada    | Mick Doohan   | Resultat  |
| 3     | Gran Premi d'Espanya             | Kazuto Sakata     | Loris Capirossi   | Àlex Crivillé | Resultat  |
| 4     | Gran Premi d'Itàlia              | Tomomi Manako     | Marcellino Lucchi | Mick Doohan   | Resultat  |
| 5     | Gran Premi de França             | Kazuto Sakata     | Tetsuya Harada    | Àlex Crivillé | Resultat  |
| 6     | Gran Premi de Madrid             | Lucio Cecchinello | Tetsuya Harada    | Carles Checa  | Resultat  |
| 7     | Dutch TT                         | Marco Melandri    | Valentino Rossi   | Mick Doohan   | Resultat  |
| 8     | Gran Premi de Gran Bretanya      | Kazuto Sakata     | Loris Capirossi   | Simon Crafar  | Resultat  |
| 9     | Gran Premi d'Alemanya            | Tomomi Manako     | Tetsuya Harada    | Mick Doohan   | Resultat  |
| 10    | Gran Premi de la República Txeca | Marco Melandri    | Tetsuya Harada    | Max Biaggi    | Resultat  |
| 11    | Gran Premi d'Imola               | Tomomi Manako     | Valentino Rossi   | Mick Doohan   | Resultat  |
| 12    | Gran Premi de Catalunya          | Tomomi Manako     | Valentino Rossi   | Mick Doohan   | Resultat  |
| 13    | Gran Premi d'Austràlia           | Masao Azuma       | Valentino Rossi   | Mick Doohan   | Resultat  |
| 14    | Gran Premi de l'Argentina        | Tomomi Manako     | Valentino Rossi   | Mick Doohan   | Resultat  |

## Galeria

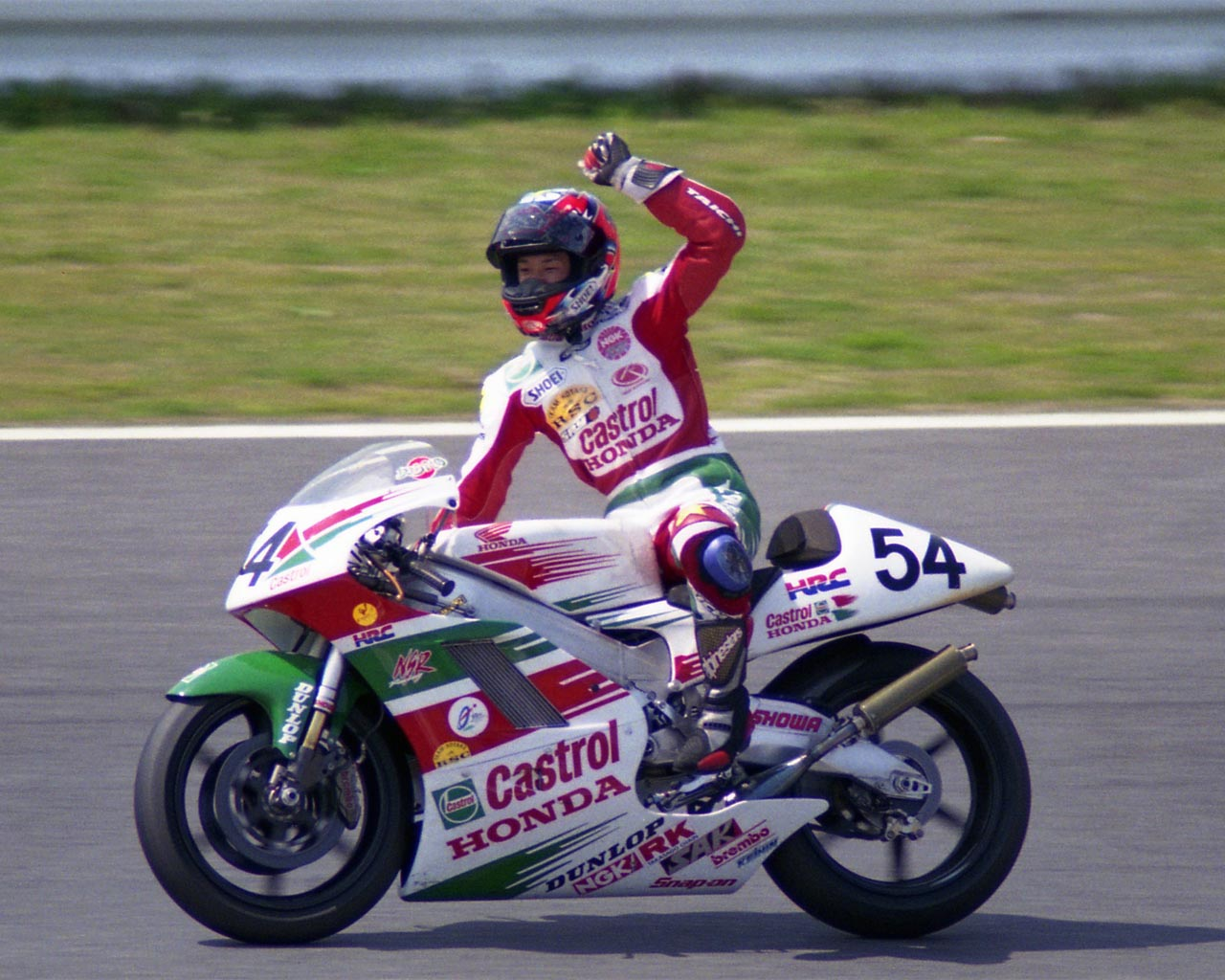
Daijiro Kato en guanyar el seu segon Gran Premi al Japó
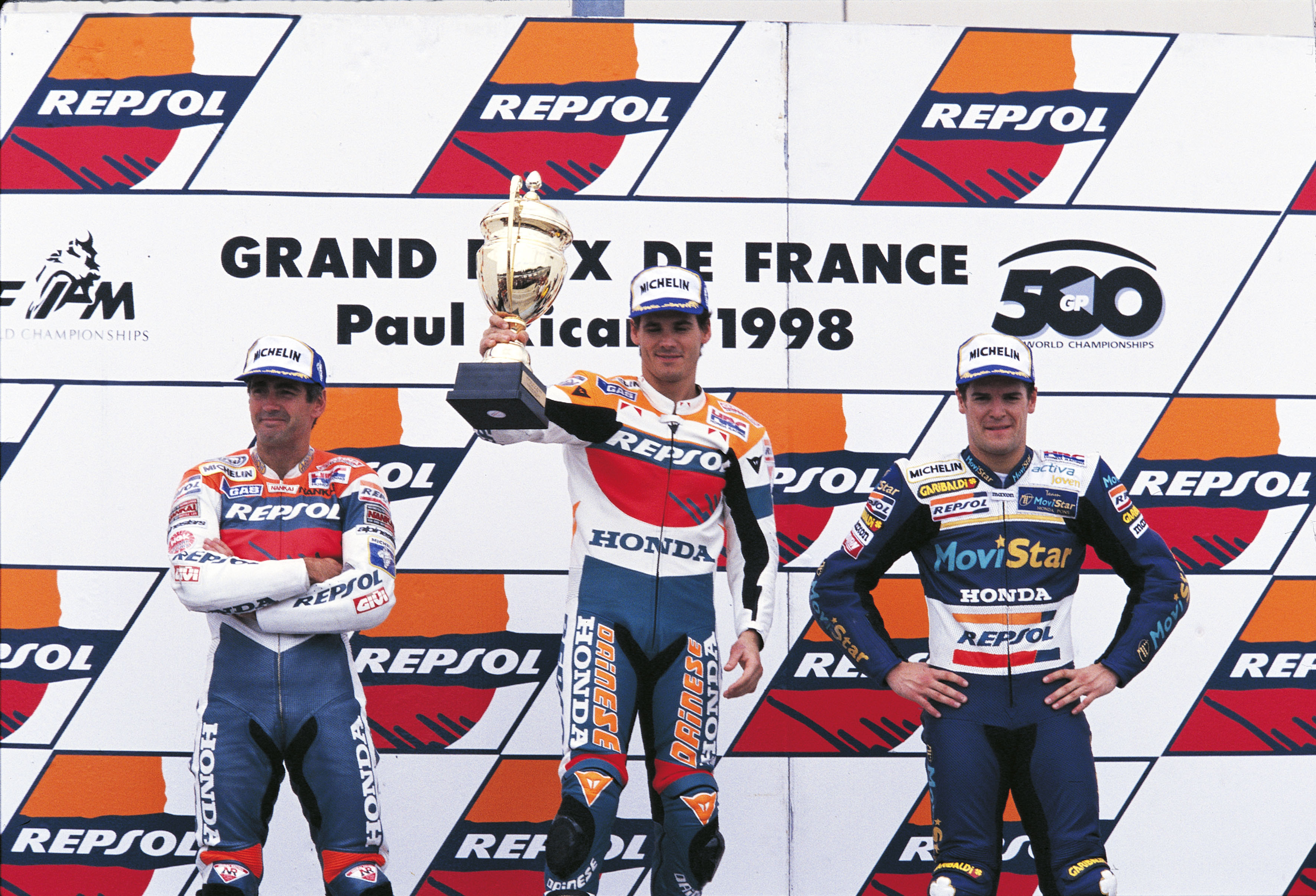
El podi del GP de França: Doohan, Crivillé i Checa

## Classificació dels pilots

### 500 cc
(Llegenda) (En negreta - Pole; En cursiva - Volta ràpida)
- Els pilots marcats amb fons blau optaven al premi Debutant de l'any.